# Jack Fryer (cầu thủ bóng đá, sinh năm 1877)
John Spencer Fryer (1877–1933) là một cầu thủ bóng đá người Anh thi đấu cho Derby County và Fulham ở Football League. Ông đều thi đấu trong cả ba trận Chung kết Cúp FA đầu tiên của Derby. Ông là một trong những cầu thủ nặng nhất thi đấu trong sân.